# El sueño de Ariana
El sueño de Ariana es una película de terror y ciencia ficción peruana de 2024 dirigida, escrita y coproducida por Evelyne Pegot-Ogier. Esta protagonizado por Priscila Espinoza acompañada por Javier Valdés, Miguel Dávalos, Gabriel Gil y Brigitte Jouannet. Se estrenó el 4 de febrero de 2024 en el Centro Cultural de la Pontificia Universidad Católica del Perú.

## Sinopsis
Ari es una estudiante de una universidad de agronomía. Un día, durante un curso de veterinaria, los alumnos y Muro, el profesor, son testigos del brote de un virus desconocido, muy parecido a la rabia. Ari, Muro, y sus amigos luchan por vencer al virus, escondidos de las autoridades. Se trasladan a la casa de Muro, y Ari descubre que ella tiene las claves para luchar contra el virus dentro de su propio organismo. Ella decide prestarse para los experimentos, con la esperanza de salvar a sus amigos y encontrar la cura.

## Reparto
- Priscila Espinoza como Ariana
- Javier Valdés como Profesor Muro
- Miguel Dávalos como Carlos
- Gabriel Gil como Jano
- Brigitte Jouannet como Maca
- Alonso García como Pedro
- Christopher Gaona como Jaime
- Kelly Estrada como Ana
- Gabriela Chero como Reportera
- Fernando Pasco como Doctor Solari
- Rodrigo Palacios como Cazador de infectados
- Patricia Medina como Mamá de Jano
- Jorge Urizar como Papá de Jano
- Mauricio Sotomayor como Hermano de Jano
- Jackie Vásquez como Mamá de Ariana
- Giancarlo Córdoba como Trabajador de universidad 1
- Christian Dañoveitia como Trabajador de universidad 2

## Producción
La fotografía principal estaba prevista iniciar en julio de 2020, pero se retrasó por la pandemia COVID-19. Finalmente, el rodaje comenzó en octubre de 2020 en Lima, Perú.